# برتا هیل
برتا هیل (انگلیسی: Bertha Hill؛ ۱۵ مارس ۱۹۰۵ – ۷ مهٔ ۱۹۵۰
نیویورک، ایالات متحده آمریکا) یک موسیقی‌دان اهل ایالات متحده آمریکا بود.اوبیشتر در حیطه ی موسیقی بلوز فعالیت داشته است.